# Copa do Mundo de Esqui Alpino de 1972
A Copa do Mundo de Esqui Alpino de 1972 foi a sexta edição da Copa do Mundo, ela foi iniciada em dezembro de 1971 na Suíça e finalizada em março de 1972 na França.
O italiano Gustav Thöni venceu no masculino, enquanto no feminino a austríaca Annemarie Pröll.

## Calendário

### Legenda
| DH | downhill     |
| GS | giant slalom |
| SL | slalom       |

### Masculino
| Corrida                                                | Data        | Local                       | Evento | Campeão             | Segundo            | Terceiro             |
| 1                                                      | 5 Dec 1971  | St. Moritz, Switzerland     | DH     | Bernhard Russi      | Heinrich Messner   | Walter Tresch        |
| 2                                                      | 9 Dec 1971  | Val d'Isère, France         | GS     | Erik Håker          | Jean-Noël Augert   | Henri Duvillard      |
| 3                                                      | 12 Dec 1971 | Val d'Isère, France         | DH     | Karl Schranz        | Heinrich Messner   | Michael Dätwyler     |
| 4                                                      | 19 Dec 1971 | Sestriere, Italy            | SL     | Tyler Palmer        | Jean-Noël Augert   | Harald Rofner        |
| 5                                                      | 9 Jan 1972  | Berchtesgaden, West Germany | SL     | Henri Duvillard     | Max Rieger         | Andrzej Bachleda     |
| 6                                                      | 10 Jan 1972 | Berchtesgaden, West Germany | GS     | Roger Rossat-Mignod | Gustav Thöni       | Walter Tresch        |
| 7                                                      | 14 Jan 1972 | Kitzbühel, Austria          | DH     | Karl Schranz        | Henri Duvillard    | Bernhard Russi       |
| 8                                                      | 15 Jan 1972 | Kitzbühel, Austria          | DH     | Karl Schranz        | Henri Duvillard    | Heinrich Messner     |
| 9                                                      | 16 Jan 1972 | Kitzbühel, Austria          | SL     | Jean-Noël Augert    | Edmund Bruggmann   | Andrzej Bachleda     |
| 10                                                     | 23 Jan 1972 | Wengen, Switzerland         | SL     | Jean-Noël Augert    | Gustav Thöni       | Bob Cochran          |
| 11                                                     | 24 Jan 1972 | Adelboden, Switzerland      | GS     | Werner Mattle       | Adolf Rosti        | Gustav Thöni         |
| Jogos Olímpicos de Inverno de 1972 (5–13 de Fevereiro) |             |                             |        |                     |                    |                      |
| 12                                                     | 18 Feb 1972 | Banff, Canada               | GS     | Erik Håker          | Sepp Heckelmiller  | Helmuth Schmalzl     |
| 13                                                     | 19 Feb 1972 | Banff, Canada               | SL     | Andrzej Bachleda    | Jean-Noël Augert   | Gustav Thöni         |
| 14                                                     | 25 Feb 1972 | Crystal Mountain, USA       | DH     | Bernhard Russi      | Mike Lafferty      | Jean-Daniel Dätwyler |
| 15                                                     | 26 Feb 1972 | Crystal Mountain, USA       | DH     | Franz Vogler        | Bernhard Russi     | Jean-Daniel Dätwyler |
| 16                                                     | 2 Mar 1972  | Heavenly Valley, USA        | GS     | Gustav Thöni        | Henri Duvillard    | David Zwilling       |
| 17                                                     | 15 Mar 1972 | Val Gardena, Italy          | DH     | Bernhard Russi      | Rene Berthod       | Mike Lafferty        |
| 18                                                     | 16 Mar 1972 | Val Gardena, Italy          | GS     | Edmund Bruggmann    | Reinhard Tritscher | Roland Thöni         |
| 19                                                     | 17 Mar 1972 | Madonna di Campiglio, Italy | SL     | Roland Thöni        | Alain Penz         | Andrzej Bachleda     |
| 20                                                     | 18 Mar 1972 | Pra Loup, France            | SL     | Roland Thöni        | Gustav Thöni       | Edmund Bruggmann     |
| 21                                                     | 19 Mar 1972 | Pra Loup, France            | GS     | Edmund Bruggmann    | Gustav Thöni       | Roger Rossat-Mignod  |

### Feminino
| Corrida                                                | Data        | Local                     | Evento | Campeã             | Segundo                           | Terceiro            |
| 1                                                      | 3 Dec 1971  | St. Moritz, Switzerland   | DH     | Annemarie Pröll    | Françoise Macchi                  | Jacqueline Rouvier  |
| 2                                                      | 11 Dec 1971 | Val d'Isère, France       | DH     | Jacqueline Rouvier | Annemarie Pröll                   | Françoise Macchi    |
| 3                                                      | 17 Dec 1971 | Sestriere, Italy          | DH     | Annemarie Pröll    | Jacqueline Rouvier                | Françoise Macchi    |
| 4                                                      | 18 Dec 1971 | Sestriere, Italy          | SL     | Françoise Macchi   | Rosi Mittermaier                  | Monika Kaserer      |
| 5                                                      | 3 Jan 1972  | Oberstaufen, West Germany | GS     | Françoise Macchi   | Annemarie Pröll                   | Marilyn Cochran     |
| 6                                                      | 4 Jan 1972  | Oberstaufen, West Germany | SL     | Françoise Macchi   | Rosi Mittermaier                  | Danièle Debernard   |
| 7                                                      | 7 Jan 1972  | Maribor, Yugoslavia       | GS     | Françoise Macchi   | Michèle Jacot                     | Annemarie Pröll     |
| 8                                                      | 12 Jan 1972 | Badgastein, Austria       | DH     | Annemarie Pröll    | Wiltrud Drexel                    | Isabelle Mir        |
| 9                                                      | 13 Jan 1972 | Badgastein, Austria       | SL     | Britt Lafforgue    | Françoise Macchi                  | Annemarie Pröll     |
| 10                                                     | 18 Jan 1972 | Grindelwald, Switzerland  | DH     | Annemarie Pröll    | Marie-Theres Nadig                | Isabelle Mir        |
| 11                                                     | 19 Jan 1972 | Grindelwald, Switzerland  | SL     | Britt Lafforgue    | Monika Kaserer                    | Barbara Ann Cochran |
| 12                                                     | 22 Jan 1972 | St. Gervais, France       | GS     | Annemarie Pröll    | Monika Kaserer                    | Marie-Theres Nadig  |
| Jogos Olímpicos de Inverno de 1972 (5–13 de Fevereiro) |             |                           |        |                    |                                   |                     |
| 13                                                     | 18 Feb 1972 | Banff, Canada             | SL     | Britt Lafforgue    | Barbara Ann Cochran               | Florence Steurer    |
| 14                                                     | 19 Feb 1972 | Banff, Canada             | GS     | Annemarie Pröll    | Wiltrud Drexel                    | Monika Kaserer      |
| 15                                                     | 25 Feb 1972 | Crystal Mountain, USA     | DH     | Annemarie Pröll    | Wiltrud Drexel Marie-Theres Nadig |                     |
| 16                                                     | 26 Feb 1972 | Crystal Mountain, USA     | DH     | Wiltrud Drexel     | Annemarie Pröll                   | Marie-Theres Nadig  |
| 17                                                     | 1 Mar 1972  | Heavenly Valley, USA      | GS     | Annemarie Pröll    | Rosi Mittermaier                  | Britt Lafforgue     |
| 18                                                     | 3 Mar 1972  | Heavenly Valley, USA      | SL     | Florence Steurer   | Michèle Jacot                     | Marilyn Cochran     |
| 19                                                     | 17 Mar 1972 | Pra Loup, France          | SL     | Danièle Debernard  | Pamela Behr                       | Rosi Mittermaier    |
| 20                                                     | 18 Mar 1972 | Pra Loup, France          | GS     | Danièle Debernard  | Monika Kaserer                    | Marie-Theres Nadig  |
| 21                                                     | 19 Mar 1972 | Pra Loup, France          | GS     | Britt Lafforgue    | Annemarie Pröll                   | Monika Kaserer      |